# Þorramatur
Le þorramatur [ˈθɔrːamatʏr̥] désigne un ensemble de plats de la cuisine islandaise traditionnelle. Ces plats sont le plus souvent consommés pendant l'ancien mois nordique du þorri, ou « mois secs » en janvier et février, en particulier pendant la fête d'hiver du þorrablót, un événement commercial créé à l'initiative d'un restaurant en 1958, prenant appui sur d'anciennes festivités de ce nom.
Les plats, présentés à l'origine sous forme de buffets, répondent à différentes formes de conservation (produits salés, fumés, séchés, lacto-fermentés, conservés par le froid, …) :
- kæstur hákarl, requin du Groenland
- súrsaðir hrútspungar, des testicules de mouton cuits dans leur jus et macérés dans le lait aigre
- svið, des têtes de mouton grillées et bouillies
- sviðasulta, fromage de tête, fait à partir du svið
- lifrarpylsa (saucisse de foie, aussi connu sous le nom de slátur, qui signifie abattage), une saucisse faite à partir des abats d'un mouton
- blóðmör (graisse de sang ; aussi connu sous le nom de slátur), une sorte de boudin noir, qui est préparé comme le lifrarpylsa, sauf que du sang est ajouté au mélange
- harðfiskur, poisson séché (souvent de la morue, du haddock ou du poisson-loup), avec du beurre
- rúgbrauð, pain de seigle traditionnel islandais
- hangikjöt, souvent de l'agneau fumé
- lundabaggi, graisse de mouton
- selshreifar, nageoires de phoque
- du gras de baleine mariné ou de requin faisandé.

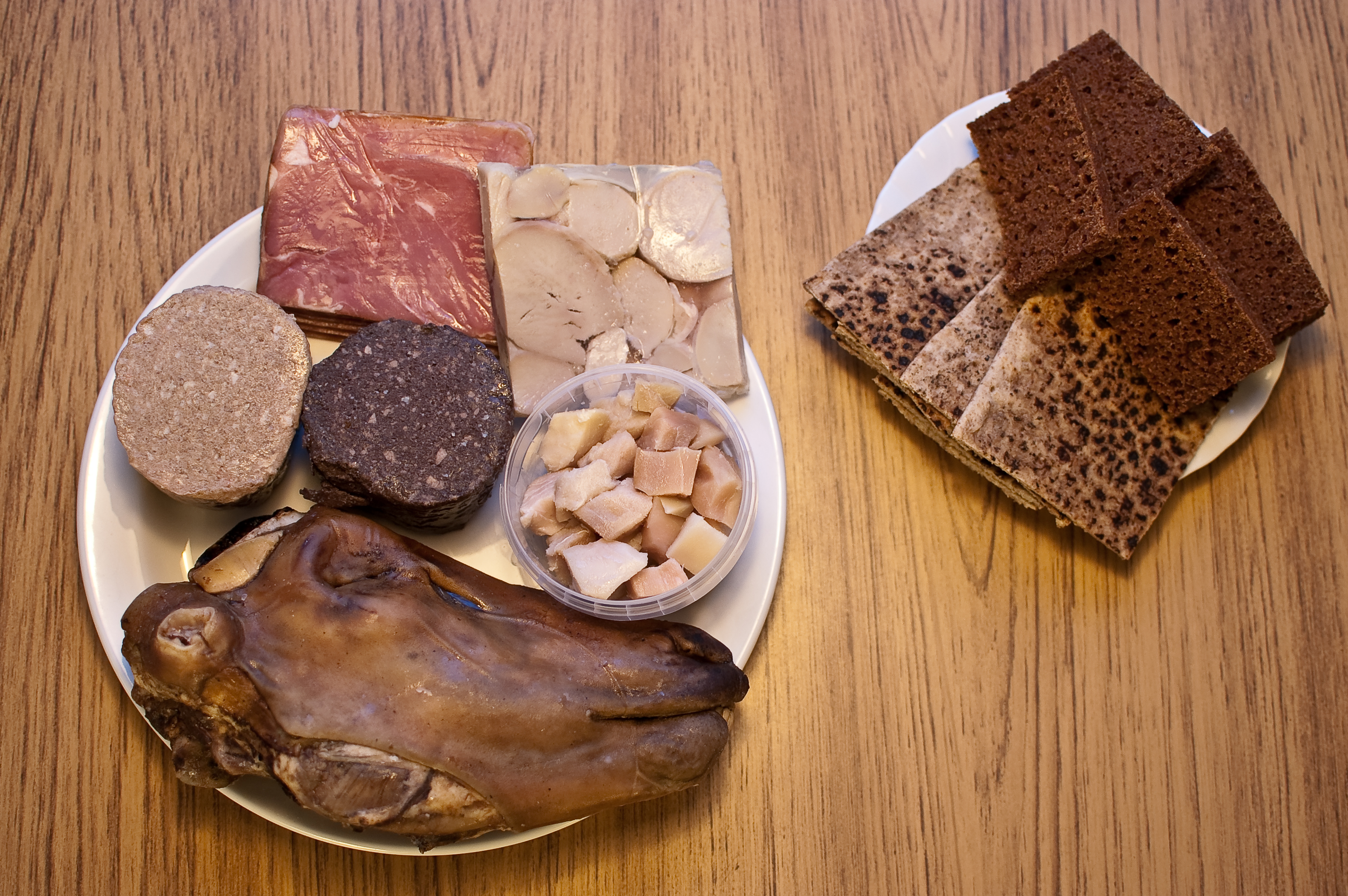
Assiette variée du þorramatur.
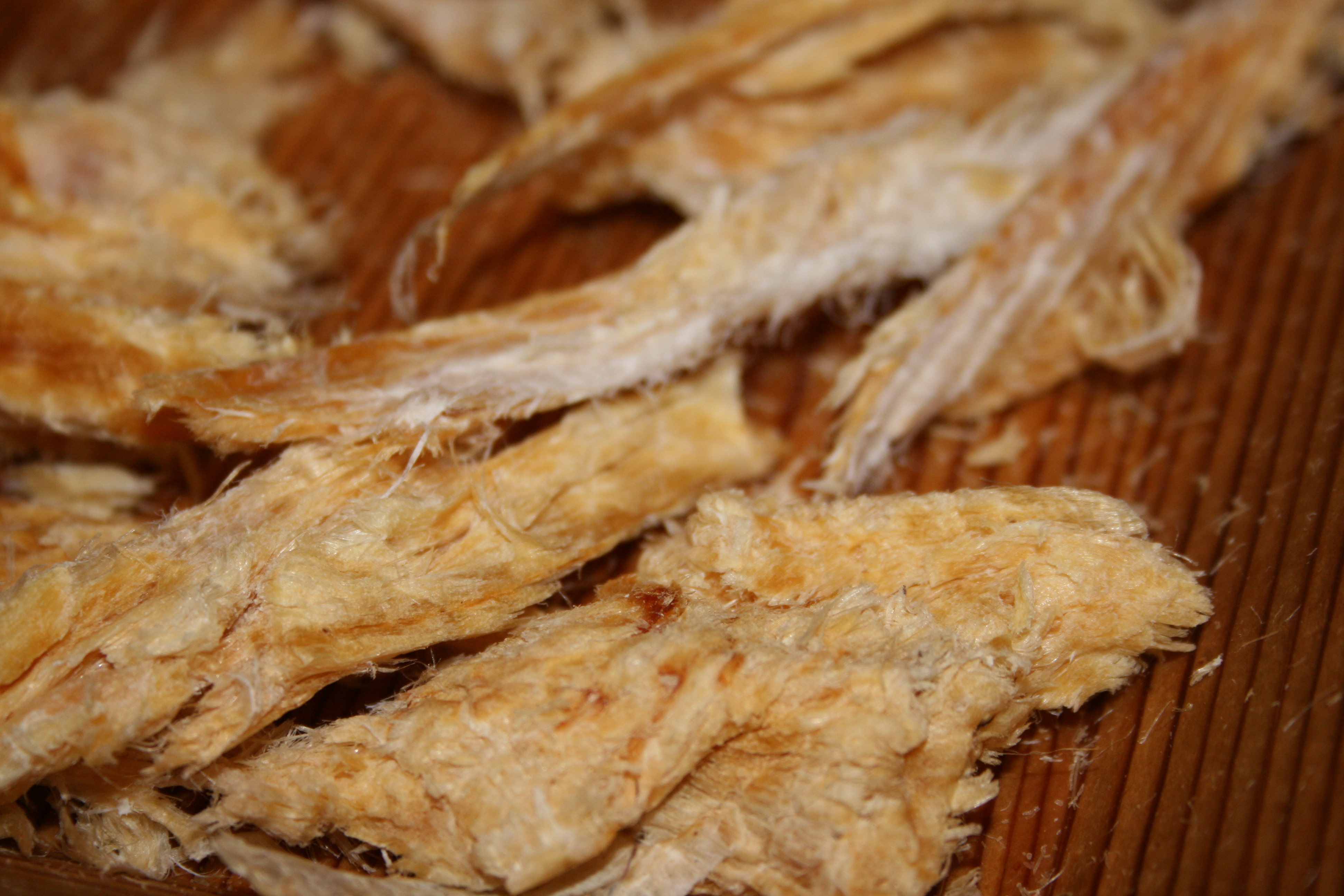
Harðfiskur, poisson séché.
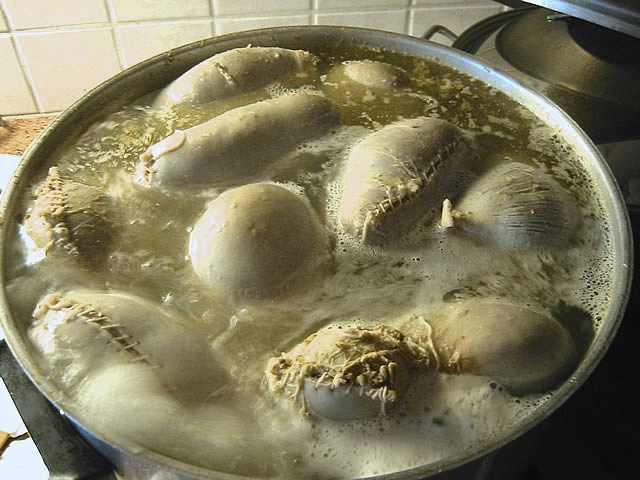
Lifrarpylsa, saucisse de foie de mouton.